# Entropie d'un corps pur
L'entropie d'un corps pur peut être calculée de façon absolue en vertu du troisième principe de la thermodynamique qui énonce que « l'entropie d'un cristal parfait à 0 kelvin est nulle » et qui donne ainsi une valeur de référence. L'entropie se distingue par conséquent des potentiels thermodynamiques qui ne peuvent être calculés qu'à une constante additive près.
L'entropie d'un corps pur dans ses différents états (solide, liquide, gaz) se calcule à partir des coefficients calorimétriques, notamment les capacités thermiques. L'entropie de changement d'état permet de la calculer lorsque le corps est biphasique lors d'un changement d'état.

## Troisième principe de la thermodynamique
En thermodynamique, l'entropie est une fonction d'état introduite en 1865 par Rudolf Clausius dans le cadre du deuxième principe de la thermodynamique, d'après les travaux de Sadi Carnot. Clausius a montré que le rapport {\displaystyle {\delta Q \over T}} (où {\displaystyle \delta Q} est la chaleur échangée par un système à la température {\displaystyle T}) correspond à la variation d'une fonction d’état qu'il a appelée entropie, notée {\displaystyle S}, et dont l'unité est le joule par kelvin (J/K).
{\displaystyle \mathrm {d} S={\delta Q \over T}}
Le troisième principe de la thermodynamique, appelé aussi principe de Nernst (1906), stipule que :
« La valeur de l'entropie de tout corps pur dans l'état de cristal parfait est nulle à la température de 0 K. »
L'entropie est ainsi la seule fonction d'état thermodynamique calculable de façon absolue. Toutes les autres fonctions d'état (potentiels thermodynamiques : énergie interne, enthalpie, énergie libre, enthalpie libre, etc.) ne sont définies que par leurs variations.
Nous utiliserons plus bas la grandeur capacité thermique isobare {\displaystyle C_{P}}. Pour des températures proches du zéro absolu (jusqu'à quelques dizaines de kelvins), la capacité thermique des solides suit le modèle de Debye :
{\displaystyle C_{P}={\text{cte}}\cdot T^{3}} proche de 0 K.
Cette dernière expression est compatible avec le fait que l'entropie est nulle à 0 K et permet d'éviter une division par zéro dans le calcul de l'entropie.

## Variations de l'entropie
Les expressions suivantes sont valables pour des transformations impliquant {\displaystyle n} moles d'un corps pur en l'absence de tout échange de matière avec l'extérieur (système fermé) et de toute réaction chimique, la quantité de matière et la composition chimique étant donc constantes au cours de ces transformations. Le système peut en revanche échanger du travail et de la chaleur avec l'extérieur.

### Variation sans changement d'état
Nous considérons un système fermé de {\displaystyle n} moles d'un corps pur monophasé (une seule phase présente). Ce système n'échange donc aucune matière avec l'extérieur, en revanche il peut échanger du travail et de la chaleur. On considère également que ce système n'est le siège d'aucune réaction chimique. Dans une transformation réversible, la chaleur {\displaystyle Q} absorbée par le système peut être exprimée à l'aide de six coefficients calorimétriques selon les variables suivies lors de la transformation, :
| Coefficients calorimétriques {\displaystyle \delta Q=T\,\mathrm {d} S=C_{V}\,\mathrm {d} T+l\,\mathrm {d} V} {\displaystyle \delta Q=T\,\mathrm {d} S=C_{P}\,\mathrm {d} T+h\,\mathrm {d} P} {\displaystyle \delta Q=T\,\mathrm {d} S=\mu \,\mathrm {d} V+\lambda \,\mathrm {d} P} |

avec :
- {\displaystyle S} l'entropie ;
- {\displaystyle T} la température ;
- {\displaystyle P} la pression ;
- {\displaystyle V} le volume ;

- {\displaystyle C_{V}} la capacité thermique isochore, grandeur extensive exprimée en joules par kelvin, J/K. Elle représente la chaleur absorbée par le corps à volume constant rapportée à la variation de température du corps engendrée par cette transformation ; on a, à volume constant :

{\displaystyle \delta Q_{V}=T\,\mathrm {d} S=C_{V}\,\mathrm {d} T}
d'où la relation :
- {\displaystyle l} le coefficient de dilatation isotherme (anciennement chaleur latente de dilatation isotherme), grandeur intensive exprimée en pascals, Pa. Il représente la chaleur absorbée par le corps à température constante rapportée à la variation de volume du corps engendrée par cette transformation ; on a, à température constante :

{\displaystyle \delta Q_{T}=T\,\mathrm {d} S=l\,\mathrm {d} V}
d'où la relation :
La première relation de Clapeyron donne :
- {\displaystyle C_{P}} la capacité thermique isobare, grandeur extensive exprimée en joules par kelvin, J/K. Elle représente la chaleur absorbée par le corps à pression constante rapportée à la variation de température du corps engendrée par cette transformation ; on a, à pression constante :

{\displaystyle \delta Q_{P}=T\,\mathrm {d} S=C_{P}\,\mathrm {d} T}
d'où la relation :
- {\displaystyle h} le coefficient de compression isotherme (anciennement chaleur latente de compression isotherme), grandeur extensive exprimée en mètres cubes, m3. Il représente la chaleur absorbée par le corps à température constante rapportée à la variation de pression du corps engendrée par cette transformation ; on a, à température constante :

{\displaystyle \delta Q_{T}=T\,\mathrm {d} S=h\,\mathrm {d} P}
d'où la relation :
La deuxième relation de Clapeyron donne :
- {\displaystyle \mu } un coefficient sans nom attribué, grandeur intensive exprimée en pascals, Pa. Il représente la chaleur absorbée par le corps à pression constante rapportée à la variation de volume du corps engendrée par cette transformation ; on a, à pression constante :

{\displaystyle \delta Q_{P}=T\,\mathrm {d} S=\mu \,\mathrm {d} V}
d'où la relation :
- {\displaystyle \lambda } un coefficient sans nom attribué, grandeur extensive exprimée en mètres cubes, m3. Il représente la chaleur absorbée par le corps à volume constant rapportée à la variation de pression du corps engendrée par cette transformation ; on a, à volume constant :

{\displaystyle \delta Q_{V}=T\,\mathrm {d} S=\lambda \,\mathrm {d} P}
d'où la relation :

### Variation lors d'un changement d'état

#### Entropie de changement d'état
L'entropie de changement d'état de l'état 1 à l'état 2 est la variation d'entropie d'une mole de corps pur lors d'un changement d'état intégral d'un état 1 à un état 2 aux mêmes pression et température ; elle vaut :
| Entropie de changement d'état : {\displaystyle \Delta _{1\rightarrow 2}S={\bar {S}}^{2}-{\bar {S}}^{1}={\Delta _{1\rightarrow 2}H \over T_{1\rightarrow 2}}} |

avec :
- {\displaystyle T_{1\rightarrow 2}} la température de changement d'état ;
- {\displaystyle \Delta _{1\rightarrow 2}H} l'enthalpie de changement d'état à {\displaystyle T_{1\rightarrow 2}}, exprimée en J/mol ;
- {\displaystyle \Delta _{1\rightarrow 2}S} l'entropie de changement d'état à {\displaystyle T_{1\rightarrow 2}}, exprimée en J/(K·mol) ;
- {\displaystyle {\bar {S}}^{2}} et {\displaystyle {\bar {S}}^{1}} les entropies molaires du corps pur respectivement dans les états 2 et 1 aux pression {\displaystyle P_{1\rightarrow 2}} et température {\displaystyle T_{1\rightarrow 2}} du changement d'état.

Par exemple l'entropie de fusion (passage du solide au liquide) vaut :
{\displaystyle \Delta _{\text{fus}}S={\bar {S}}^{\text{l}}-{\bar {S}}^{\text{s}}={\Delta _{\text{fus}}H \over T_{\text{fus}}}}
ou l'entropie de vaporisation (passage du liquide au gaz) vaut :
{\displaystyle \Delta _{\text{vap}}S={\bar {S}}^{\text{g}}-{\bar {S}}^{\text{l}}={\Delta _{\text{vap}}H \over T_{\text{vap}}}}
L'entropie de changement d'état de l'état 2 à l'état 1 est l'opposé de l'entropie de changement d'état de l'état 1 à l'état 2 :
{\displaystyle \Delta _{2\rightarrow 1}S=-\Delta _{1\rightarrow 2}S}
Par exemple l'enthalpie de liquéfaction (passage du gaz au liquide) est l'opposé de l'enthalpie de vaporisation (passage du liquide au gaz) à la même température : {\displaystyle -\Delta _{\text{vap}}S}.

#### Entropie d'un corps pur en cours de changement d'état
En cours de changement d'état, les {\displaystyle n} moles de corps pur se répartissent en {\displaystyle n^{1}} moles dans l'état 1 et {\displaystyle n^{2}} moles dans l'état 2, avec {\displaystyle n=n^{1}+n^{2}}. En définissant {\displaystyle \tau ^{2}={n^{2} \over n}} la fraction de corps pur dans l'état 2, l'entropie globale {\displaystyle S} du corps pur biphasique s'écrit :
| Entropie du corps pur biphasique : {\displaystyle S=n^{1}{\bar {S}}^{1}+n^{2}{\bar {S}}^{2}=n{\bar {S}}^{1}+\tau ^{2}n\Delta _{1\rightarrow 2}S=n{\bar {S}}^{1}+\tau ^{2}n{\Delta _{1\rightarrow 2}H \over T_{1\rightarrow 2}}} |

On pourra également écrire à l'aide du ratio {\displaystyle \tau ^{1}={n^{1} \over n}=1-\tau ^{2}} :
{\displaystyle S=n{\bar {S}}^{2}-\tau ^{1}n{\Delta _{1\rightarrow 2}H \over T_{1\rightarrow 2}}}
Par exemple lors de la fusion d'un corps pur, l'entropie du mélange biphasique solide-liquide vaut :
{\displaystyle S=n{\bar {S}}^{\text{s}}+\tau ^{\text{l}}n{\Delta _{\text{fus}}H \over T_{\text{fus}}}=n{\bar {S}}^{\text{l}}-\tau ^{\text{s}}n{\Delta _{\text{fus}}H \over T_{\text{fus}}}}
avec :
- {\displaystyle {\bar {S}}^{\text{l}}} l'entropie molaire du liquide ;
- {\displaystyle {\bar {S}}^{\text{s}}} l'entropie molaire du solide ;
- {\displaystyle T_{\text{fus}}} la température de fusion ;
- {\displaystyle \Delta _{\text{fus}}H} l'enthalpie de fusion ;
- {\displaystyle \tau ^{\text{l}}} le taux de liquéfaction ;
- {\displaystyle \tau ^{\text{s}}} le taux de solidification ({\displaystyle \tau ^{\text{l}}+\tau ^{\text{s}}=1}).

De même, lors de la vaporisation d'un corps pur, l'entropie du mélange biphasique liquide-vapeur vaut :
{\displaystyle S=n{\bar {S}}^{\text{l}}+\tau ^{\text{g}}n{\Delta _{\text{vap}}H \over T_{\text{vap}}}=n{\bar {S}}^{\text{g}}-\tau ^{\text{l}}n{\Delta _{\text{vap}}H \over T_{\text{vap}}}}
avec :
- {\displaystyle {\bar {S}}^{\text{g}}} l'entropie molaire de la vapeur ;
- {\displaystyle {\bar {S}}^{\text{l}}} l'entropie molaire du liquide ;
- {\displaystyle T_{\text{vap}}} la température de vaporisation ;
- {\displaystyle \Delta _{\text{vap}}H} l'enthalpie de vaporisation ;
- {\displaystyle \tau ^{\text{g}}} le taux de vaporisation ;
- {\displaystyle \tau ^{\text{l}}} le taux de liquéfaction ({\displaystyle \tau ^{\text{g}}+\tau ^{\text{l}}=1}).

## Applications

### Évolution de l'entropie en fonction de la température à pression constante
Puisque la transformation est étudiée à pression constante :
{\displaystyle \mathrm {d} S={C_{P} \over T}\,\mathrm {d} T+{h \over T}\,\underbrace {\mathrm {d} P} _{=0}={C_{P} \over T}\,\mathrm {d} T}
Rappelons que la capacité thermique à pression constante est une fonction de la pression et de la température pour les corps réels. Toutefois, pour les solides et les liquides la dépendance à la pression est faible, voire négligeable. Pour les gaz, seuls les gaz parfaits ont une capacité thermique isobare indépendante de la pression, selon la loi de Joule-Thomson. En conséquence, pour tracer le diagramme qui suit, représentant l'entropie en fonction de la température à pression constante, il est nécessaire de choisir {\displaystyle {\bar {C}}_{P}^{\text{s}}}, {\displaystyle {\bar {C}}_{P}^{\text{l}}} et {\displaystyle {\bar {C}}_{P}^{\text{g}}} (respectivement capacité thermique molaire du solide, du liquide et du gaz) à la pression {\displaystyle P} à laquelle le diagramme sera tracé.
Pour un corps pur passant successivement par les trois états solide → liquide → gaz lorsque la température augmente, à pression constante, on pourra donc écrire successivement :
- pour le solide à {\displaystyle T=0\,{\mathsf {K}}}, en vertu du troisième principe de la thermodynamique :

- pour le solide avec {\displaystyle 0\,{\mathsf {K}}<T<T_{\text{fus}}} :

- lors de la fusion à {\displaystyle T_{\text{fus}}}, avec {\displaystyle \tau ^{\text{l}}} la fraction de liquide :

- pour le liquide avec {\displaystyle T_{\text{fus}}<T<T_{\text{vap}}} :

- lors de la vaporisation à {\displaystyle T_{\text{vap}}}, avec {\displaystyle \tau ^{\text{g}}} la fraction de gaz :

- pour le gaz avec {\displaystyle T>T_{\text{vap}}} :

Les températures de fusion {\displaystyle T_{\text{fus}}} et de vaporisation {\displaystyle T_{\text{vap}}} dépendent de la pression {\displaystyle P} à laquelle l'étude est effectuée.
Il est finalement possible de matérialiser sur un diagramme l'évolution de l'entropie d'un corps pur en fonction de {\displaystyle T} à {\displaystyle P} constante.

Évolution à pression constante de l'entropie d'un corps pur en fonction de la température. Ici les enthalpies de changement d'état sont notées L et les capacités thermiques sont considérées comme constantes.

Le diagramme proposé ci-dessus correspond au cas de figure où l'on observe la succession des phases solide → liquide → gaz au cours du chauffage d'un corps pur, effectué à pression constante. Cela signifie que la pression choisie est supérieure à celle du point triple et inférieure à celle du point critique figurant tous deux dans le diagramme de phase du corps pur. Dans le cas contraire, le gaz est formé directement à partir du solide par sublimation (c'est le cas par exemple de la neige carbonique à la pression atmosphérique).

### Cas des gaz parfaits

#### Variation en fonction deVetT
Soit une transformation faisant passer {\displaystyle n} moles de corps pur à l'état de gaz parfait de l'état 1 ({\displaystyle V_{1}}, {\displaystyle T_{1}}), à l'état 2 ({\displaystyle V_{2}}, {\displaystyle T_{2}}). La variation élémentaire d'entropie en fonction de la température et du volume vaut :
{\displaystyle \mathrm {d} S={C_{V} \over T}\,\mathrm {d} T+{l \over T}\,\mathrm {d} V}
Dans le cas d'un gaz parfait, en vertu de la première loi de Joule, la capacité thermique isochore ne dépend que de la température, pas du volume. D'autre part, en ce qui concerne le coefficient de dilatation isotherme :
{\displaystyle P={nRT \over V}}
{\displaystyle {l \over T}=\left({\partial P \over \partial T}\right)_{V}=\left({\partial  \over \partial T}{nRT \over V}\right)_{V}={nR \over V}}
Cette expression ne dépend pas de la température. La variation globale d'entropie dans la transformation vaut donc :
{\displaystyle S\!\left(V_{2},T_{2}\right)-S\!\left(V_{1},T_{1}\right)=n\int _{T_{1}}^{T_{2}}{{\bar {C}}_{V} \over T}\,\mathrm {d} T+nR\int _{V_{1}}^{V_{2}}{\mathrm {d} V \over V}}
d'où :
| {\displaystyle \Delta S=S\!\left(V_{2},T_{2}\right)-S\!\left(V_{1},T_{1}\right)=n\int _{T_{1}}^{T_{2}}{{\bar {C}}_{V} \over T}\,\mathrm {d} T+nR\ln \!\left({V_{2} \over V_{1}}\right)} |

Si l'on suppose {\displaystyle {\bar {C}}_{V}} constante :
{\displaystyle \Delta S=S\!\left(V_{2},T_{2}\right)-S\!\left(V_{1},T_{1}\right)=n{\bar {C}}_{V}\ln \!\left({T_{2} \over T_{1}}\right)+nR\ln \!\left({V_{2} \over V_{1}}\right)}

#### Variation en fonction dePetT
Soit une transformation faisant passer {\displaystyle n} moles de corps pur à l'état de gaz parfait de l'état 1 ({\displaystyle P_{1}}, {\displaystyle T_{1}}), à l'état 2 ({\displaystyle P_{2}}, {\displaystyle T_{2}}). La variation élémentaire d'entropie en fonction de la température et de la pression vaut :
{\displaystyle \mathrm {d} S={C_{P} \over T}\,\mathrm {d} T+{h \over T}\,\mathrm {d} P}
Dans le cas d'un gaz parfait, en vertu de la deuxième loi de Joule, la capacité thermique isobare ne dépend que de la température, pas de la pression. D'autre part, en ce qui concerne le coefficient de compression isotherme :
{\displaystyle V={nRT \over P}}
{\displaystyle {h \over T}=-\left({\partial V \over \partial T}\right)_{P}=-\left({\partial  \over \partial T}{nRT \over P}\right)_{P}=-{nR \over P}}
Cette expression ne dépend pas de la température. La variation globale d'entropie dans la transformation vaut donc :
{\displaystyle S\!\left(P_{2},T_{2}\right)-S\!\left(P_{1},T_{1}\right)=n\int _{T_{1}}^{T_{2}}{{\bar {C}}_{P} \over T}\,\mathrm {d} T-nR\int _{P_{1}}^{P_{2}}{\mathrm {d} P \over P}}
d'où :
| {\displaystyle \Delta S=S\!\left(P_{2},T_{2}\right)-S\!\left(P_{1},T_{1}\right)=n\int _{T_{1}}^{T_{2}}{{\bar {C}}_{P} \over T}\mathrm {d} T-nR\ln \!\left({P_{2} \over P_{1}}\right)} |

Si l'on suppose {\displaystyle {\bar {C}}_{P}} constante :
{\displaystyle \Delta S=S\!\left(P_{2},T_{2}\right)-S\!\left(P_{1},T_{1}\right)=n{\bar {C}}_{P}\ln \!\left({T_{2} \over T_{1}}\right)-nR\ln \!\left({P_{2} \over P_{1}}\right)}
Pour une transformation faisant passer {\displaystyle n} moles de corps pur à l'état de gaz parfait de l'état 1 ({\displaystyle P_{1}}, {\displaystyle V_{1}}, {\displaystyle T_{1}}), à l'état 2 ({\displaystyle P_{2}}, {\displaystyle V_{2}}, {\displaystyle T_{2}}), les deux formules sont bien entendu équivalentes :
{\displaystyle \Delta S=S\!\left(P_{2},T_{2}\right)-S\!\left(P_{1},T_{1}\right)=S\!\left(V_{2},T_{2}\right)-S\!\left(V_{1},T_{1}\right)}

### Cas des liquides et des solides
Les solides et les liquides sont des phases condensées peu compressibles et peu dilatables, c’est-à-dire dont le volume est peu sensible respectivement à la pression et à la température. Il est donc possible de considérer que le volume {\displaystyle V} est quasiment constant lors de variations sur de courtes plages de {\displaystyle P} ou {\displaystyle T} :
{\displaystyle \left({\partial V \over \partial P}\right)_{T}\approx 0}
{\displaystyle \left({\partial V \over \partial T}\right)_{P}\approx 0}
Pour une transformation dans laquelle on suit la température et la pression, la différentielle :
{\displaystyle \mathrm {d} S={n{\bar {C}}_{P} \over T}\,\mathrm {d} T-\left({\partial V \over \partial T}\right)_{P}\,\mathrm {d} P}
en considérant :
{\displaystyle \left({\partial V \over \partial T}\right)_{P}\approx 0}
se réduit à :
{\displaystyle \mathrm {d} S\approx {n{\bar {C}}_{P} \over T}\,\mathrm {d} T}
De même pour une transformation dans laquelle on suit la température et le volume, la différentielle :
{\displaystyle \mathrm {d} S={n{\bar {C}}_{V} \over T}\,\mathrm {d} T+\left({\partial P \over \partial T}\right)_{V}\,\mathrm {d} V}
en considérant :
{\displaystyle \mathrm {d} V\approx 0}
se réduit à :
{\displaystyle \mathrm {d} S\approx {n{\bar {C}}_{V} \over T}\,\mathrm {d} T}
D'autre part, la relation de Mayer lie les capacités thermiques isobare et isochore selon :
{\displaystyle C_{P}-C_{V}=T\left({\partial P \over \partial T}\right)_{V}\left({\partial V \over \partial T}\right)_{P}}
ou encore selon :
{\displaystyle C_{P}-C_{V}=-T\left(\left({\partial P \over \partial T}\right)_{V}\right)^{2}\left({\partial V \over \partial P}\right)_{T}}
On a donc pour une phase condensée idéalement incompressible ou indilatable :
{\displaystyle \left({\partial V \over \partial P}\right)_{T}=0}
{\displaystyle \left({\partial V \over \partial T}\right)_{P}=0}
{\displaystyle C_{P}-C_{V}=0}
En conséquence, pour une phase condensée idéalement incompressible ou indilatable,,, le volume ne variant pas lors des transformations dans lesquelles la pression ou la température varie, en notant {\displaystyle {\bar {C}}} la capacité thermique molaire :
{\displaystyle {\bar {C}}={\bar {C}}_{V}={\bar {C}}_{P}}
la variation d'entropie vaut :
| Pour une phase condensée idéalement incompressible ou indilatable : {\displaystyle \Delta S=S\!\left(T_{2}\right)-S\!\left(T_{1}\right)=n\int _{T_{1}}^{T_{2}}{{\bar {C}} \over T}\,\mathrm {d} T} |

La variation d'entropie d'un corps idéalement incompressible ou indilatable ne dépend donc que de la température.